# Free Carrier
Free carrier, FCA, är en Incoterm. Free Carrier betyder att säljaren levererar godset till av köparen angiven fraktare och plats, samt exportklarerar den.
Ansvaret för i- och avlastning beror på platsen för överlämnandet. Om godsövergången sker på säljarens område är säljaren ansvarig för lastning. På annat område är säljaren inte ansvarig för avlastning. 
Termen kan användas för alla transportsätt. Den kan också användas för olika transportsätt under en transport.
”Carrier” betyder den som oavsett transportsätt har under kontrakt att ansvara för transporten. Om köparen utser en carrier kan säljaren ha fullgjort sin skyldighet när den carriern tar emot godset.
Transportdokumentet övergår efter exportklarering. Transportrisken övergår innan tullklarering. Kostnaden för godstransporten övergår innan tullklarering.